# María del Carmen Millán
María del Carmen Millán Acevedo (Teziutlán, Puebla, 3 de diciembre de 1914 - Ciudad de México, 1 de septiembre de 1982) fue una escritora, catedrática, investigadora y académica mexicana. Fue la primera mujer en ingresar como miembro de número a la Academia Mexicana de la Lengua.

## Semblanza biográfica
Realizó sus estudios en la Escuela Nacional Preparatoria y en la Facultad de Filosofía y Letras de la Universidad Nacional Autónoma de México (UNAM). Se dedicó a la docencia impartiendo clases en secundarias, en la Escuela Nacional Preparatoria, en la Escuela de Bibliotecarios y Archivistas y en su alma mater. Cursó una maestría en Letras, obteniendo el título correspondiente magna cum laude en 1953. Obtuvo el doctorado en 1962, siendo sus sinodales Francisco Monterde, Agustín Yáñez, José Rojas Garcidueñas, Ermilo Abreu Gómez y Manuel Alcalá. Su tesis se ha editado dieciséis veces y sirve como base para el estudio de la literatura mexicana.
Fue delegada en repetidas ocasiones en los Congresos de Literatura Iberoamericana y en algunos Congresos de Televisión Educativa. Fue consejera técnica y secretaria del Departamento de Letras de la Facultad de Filosofía y Letras de la UNAM. Fue directora del Centro de Estudios Literarios de la UNAM.
Fue profesora visitante y dictó conferencias en universidades de Estados Unidos,  Francia, Inglaterra, Alemania y España. Colaboró para la Secretaría de Educación Pública, en donde llegó a ser directora general del departamento de Divulgación. Fue directora general de Radio Educación (XEEP-AM) y directora general de la Corporación Mexicana de Radio y Televisión Canal 13.
Fue nombrada miembro de número de la Academia Mexicana de la Lengua el 28 de junio de 1974, tomó posesión de la silla XII el 13 de junio de 1975. Fue la primera mujer en ser miembro en la historia de esta institución. Ejerció el puesto de secretaria de 1981 hasta su muerte, la cual ocurrió el 1 de septiembre de 1982 en la Ciudad de México.

## Premios y distinciones
- Ordre des Palmes Académiques otorgadas por el gobierno de Francia en 1963.
- Miembro de la Southwestern Consul of Latin America Studies,en 1969.
- Miembro correspondiente de The Spanish Society of America, en 1971.
- Miembro de número de la Academia Mexicana de la Lengua en 1974.

## Obras publicadas
- El paisaje sinfónico: introducción a la poesía de Manuel José Othón, 1951.
- El paisaje de la poesía mexicana, 1952.
- Índices de "El Domingo", revista literaria mexicana, 1871-1873, 1959.
- Literatura mexicana, 1963.
- Diccionario de escritores mexicanos, coordinadora (redactores Aurora M. Ocampo y Ernesto Prado Velázquez), en 1968.